# آلن پتیژان
آلن پتیژان (انگلیسی: Allann Petitjean؛ زادهٔ ۳۱ ژوئیهٔ ۱۹۷۴) بازیکن فوتبال اهل فرانسه است.
از باشگاه‌هایی که در آن بازی کرده‌است می‌توان به باشگاه ورزشی آمیان، باشگاه فوتبال سوشو، باشگاه فوتبال سدان، باشگاه فوتبال استاد رنس، و باشگاه فوتبال نیم المپیک اشاره کرد.